# Йосипівська сільська рада (Захарівський район)
Йо́сипівська сільська́ ра́да — колишня адміністративно-територіальна одиниця та орган місцевого самоврядування у Захарівському районі Одеської області. Адміністративний центр — село Йосипівка.
Ліквідована- 25 жовтня 2020 року.

## Загальні відомості
Йосипівська сільська рада утворена в 1924 році.
- Територія ради: 78,41 км²
- Населення ради: 1 093 особи (станом на 2001 рік)

## Населені пункти
Сільській раді були підпорядковані населені пункти:
- с. Йосипівка
- с. Самійлівка
- с. Унтилівка

## Населення
Згідно з переписом 1989 року населення села становило 1363 особи, з яких 622 чоловіки та 741 жінка.
За переписом населення 2001 року в селі мешкало 1087 осіб.

### Мова
Розподіл населення за рідною мовою за даними перепису 2001 року:
| Мова       | Відсоток |
| ---------- | -------- |
| українська | 94,6 %   |
| молдовська | 3,48 %   |
| російська  | 1,74 %   |
| болгарська | 0,09 %   |

## Склад ради
Рада складалася з 12 депутатів та голови.
- Голова ради:
- Секретар ради: Панфілова Тетяна Олександрівна

### Керівний склад попередніх скликань
| Прізвище, ім'я, по батькові       | Основні відомості                                                               | Дата обрання | Дата звільнення |
| --------------------------------- | ------------------------------------------------------------------------------- | ------------ | --------------- |
| Таратунський Віктор Володимирович | Сільський голова, 1956 року народження, освіта середня спеціальна               | 26.03.2006   | 31.10.2010      |
| Таратунський Віктор Володимирович | Сільський голова, 1956 року народження, освіта середня спеціальна, безпартійний | 31.10.2010   | 22.09.2014      |

Примітка: таблиця складена за даними сайту Верховної Ради України

### Депутати
За результатами місцевих виборів 2010 року депутатами ради стали:

#### За суб'єктами висування
| Суб'єкт висування                                       | Кількість обраних депутатів | %    |
| ------------------------------------------------------- | --------------------------- | ---- |
| Партія регіонів                                         | 7                           | 58,3 |
| Політична партія Всеукраїнське об'єднання «Батьківщина» | 2                           | 16,7 |
| Самовисування                                           | 2                           | 16,7 |
| Соціалістична партія України                            | 1                           | 8,3  |

#### За округами
| № округу                                                | Прізвище, ім'я, по батькові     | Дата визнання обраним | Освіта             | Партійна приналежність                        | Відомості про обраного депутата                   |
| ------------------------------------------------------- | ------------------------------- | --------------------- | ------------------ | --------------------------------------------- | ------------------------------------------------- |
| Партія регіонів                                         |                                 |                       |                    |                                               |                                                   |
| 1                                                       | Бещенюк Сергій Васильович       | 03.11.2010            | середня            | член Партії регіонів                          | тимчасово не працює                               |
| 4                                                       | Даніліш Тетяна Олександрівна    | 03.11.2010            | середня спеціальна | член Партії регіонів                          | тимчасово не працює                               |
| 5                                                       | Дерманський Павло Олегович      | 03.11.2010            | середня            | позапартійний                                 | тимчасово не працює                               |
| 7                                                       | Китюшко Тетяна Євгенівна        | 03.11.2010            | вища               | член Партії регіонів                          | Йосипівський навчально-виховний комплекс, вчитель |
| 8                                                       | Китюшко Сергій Трохимович       | 03.11.2010            | середня спеціальна | член Партії регіонів                          | тимчасово не працює                               |
| 10                                                      | Романюк Галина Василівна        | 03.11.2010            | вища               | позапартійна                                  | Йосипівський навчально виховний комплекс, вчитель |
| 12                                                      | Орлик Наталія Броніславівна     | 03.11.2010            | середня спеціальна | позапартійна                                  | тимчасово не працює                               |
| Політична партія Всеукраїнське об'єднання «Батьківщина» |                                 |                       |                    |                                               |                                                   |
| 2                                                       | Грубник Людмила Миколаївна      | 03.11.2010            | середня спеціальна | член Всеукраїнського об'єднання «Батьківщина» | Оленівський навчально-виховний комбінат, завгосп  |
| 9                                                       | Скриннік Лариса Іванівна        | 03.11.2010            | вища               | член Всеукраїнського об'єднання «Батьківщина» | Оленівський навчально-виховний комплекс, вчитель  |
| Соціалістична партія України                            |                                 |                       |                    |                                               |                                                   |
| 11                                                      | Котовська Людмила Іванівна      | 03.11.2010            | середня спеціальна | позапартійна                                  | Оленівський навчально-виховний комбінат, кухар    |
| Самовисування                                           |                                 |                       |                    |                                               |                                                   |
| 3                                                       | Панфілова Тетяна Олександрівна  | 03.11.2010            | середня спеціальна | член Комуністичної партії України             | Мар'янівська сільська рада, секретар              |
| 6                                                       | Драгомерецька Тетяна Степанівна | 03.11.2010            | середня            | позапартійна                                  | райспоживспілка, продавець                        |